# Maurizio Turco
Maurizio Turco este un om politic italian, membru al Parlamentului European în perioada 1999-2004 din partea Italiei. 